# عقرب (سلاح)
العقرب هو نوع من معدات الحصار الفتليّة الرومانيّة وهو سلاح قذف ميداني. وصف بالتفصيل من قبل المهندس والمعماري الروميّ فيتروفيو في القرن الأول قبل الميلاد ومن قبل الضابط والمؤرخ أميانوس مارسيليانوس في القرن الرابع الميلادي.

## صور

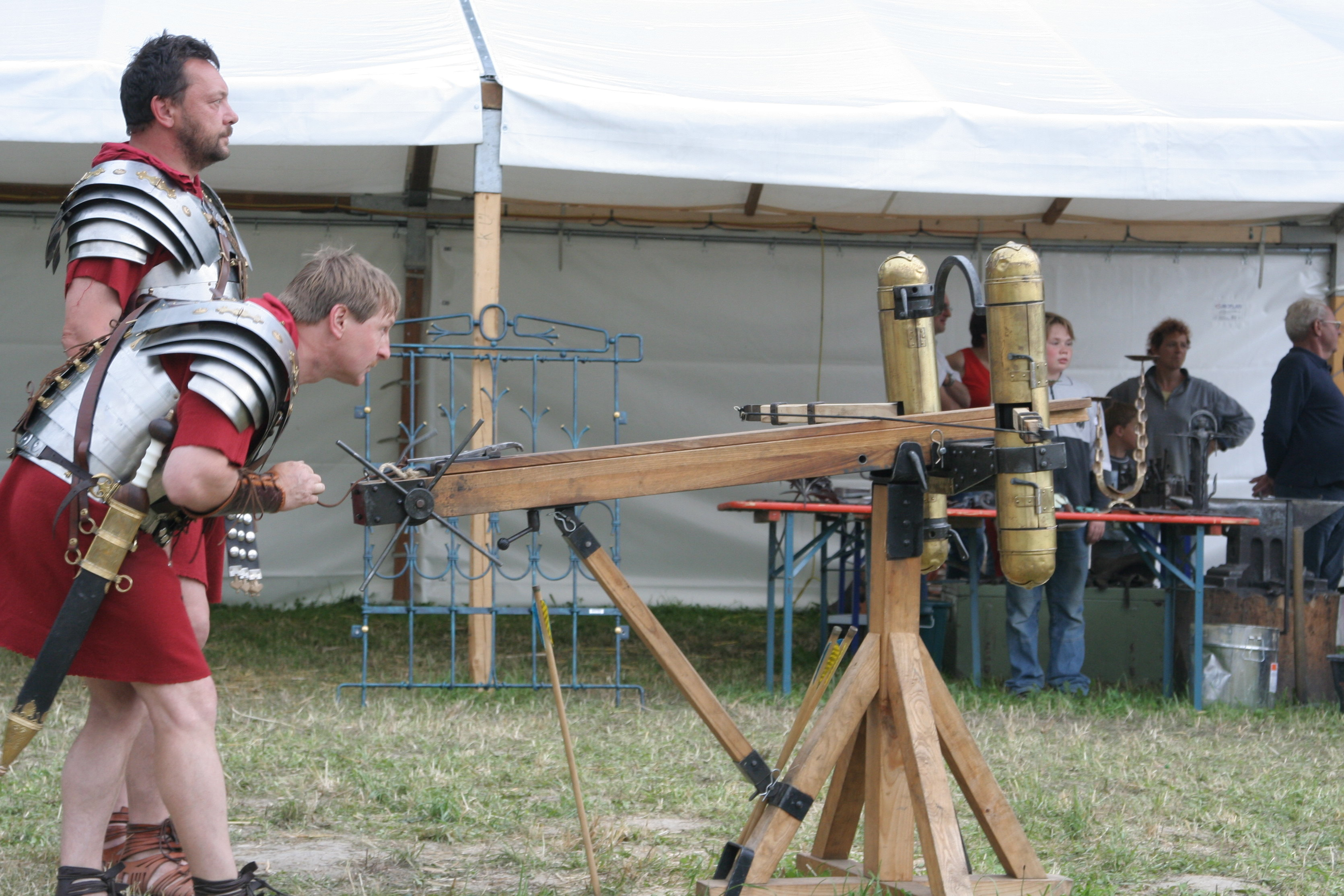
إعادة بناء للعقرب.
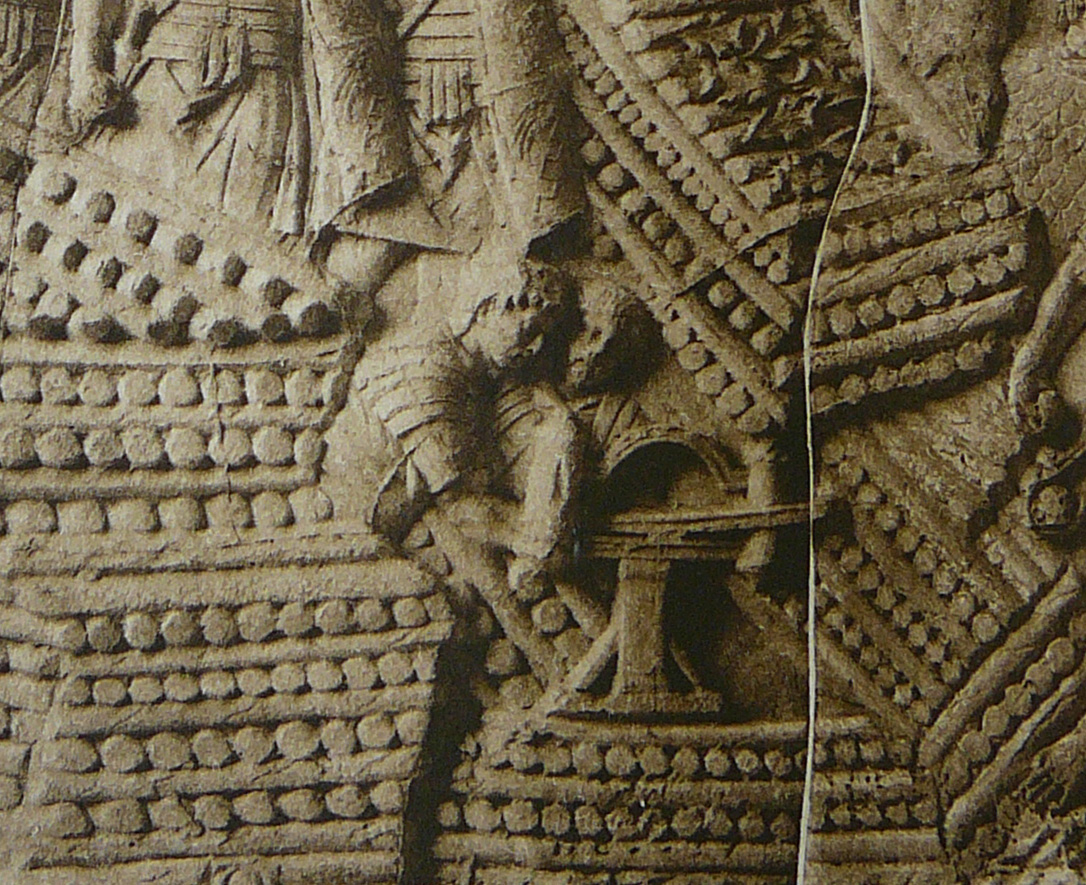
العقرب في وضع محصن.
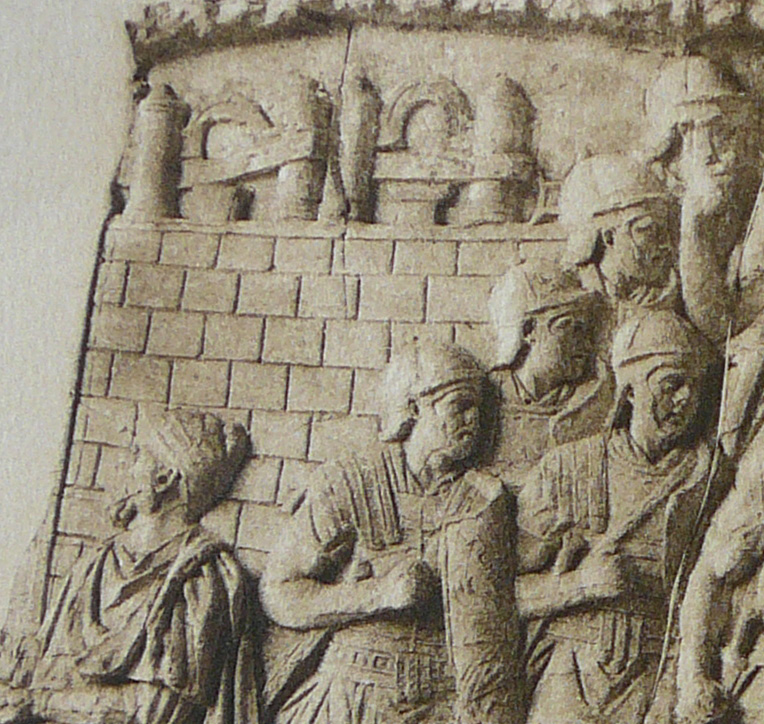
العقرب مثبت على الجدران.
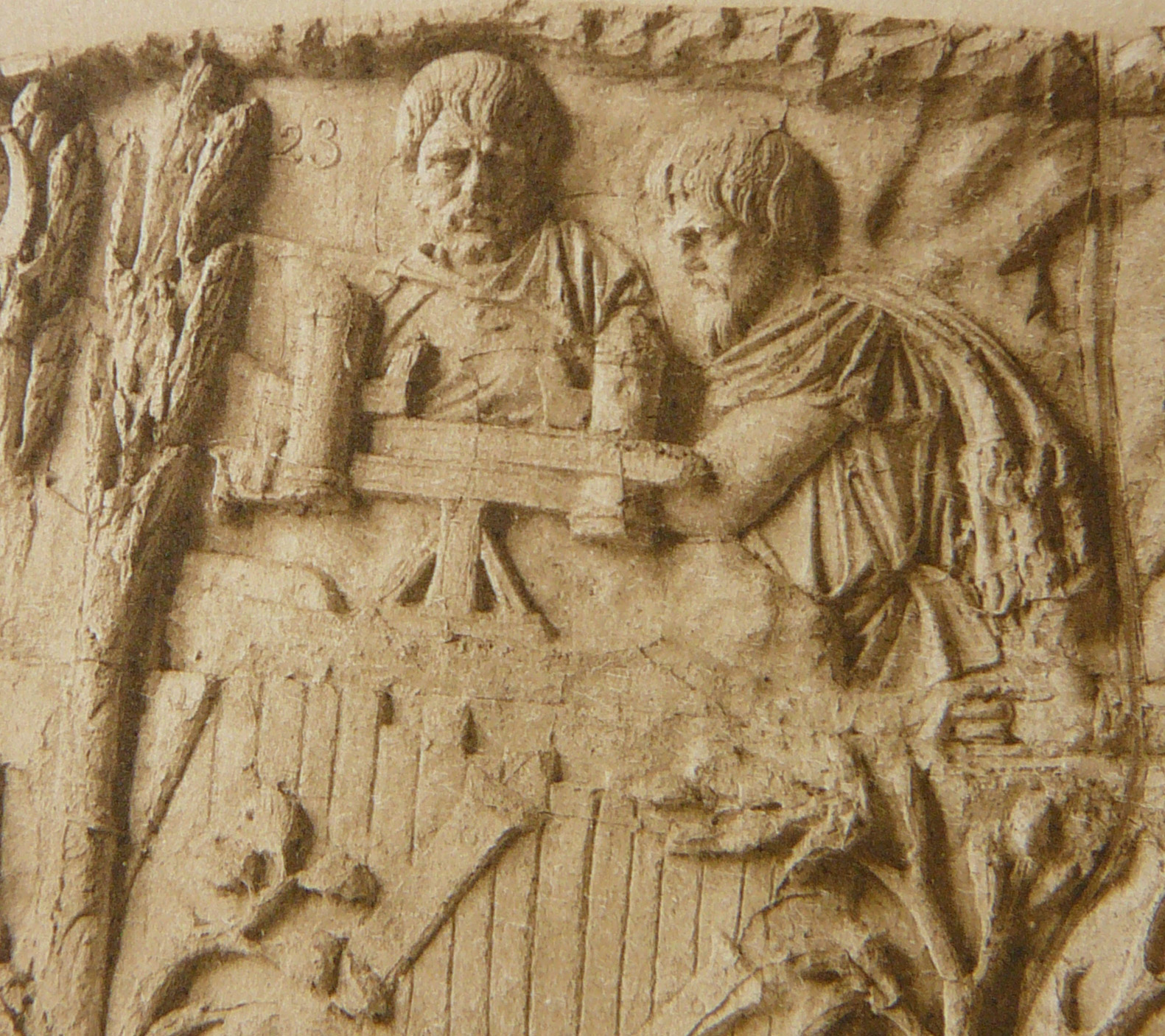
عقرب داتشيّ.